# ريشي رام
ريشي رام (بالإنجليزية: Rishi Ram)‏ هو دبلوماسي وسياسي فيجي، ولد في 1952.